# Hylomyscus stella
Hylomyscus stella es una especie de roedor de la familia Muridae.

## Distribución geográfica
Se encuentra en Burundi, Camerún, República Centroafricana, República del Congo, República Democrática del Congo, Guinea Ecuatorial (Río Muni), Gabón, Kenia, Nigeria, Ruanda, Sudán del Sur, Tanzania y Uganda.

## Hábitat
Su hábitat natural es: las tierras bajas subtropicales o tropicales bosques y montañas subtropicales o tropicales.